# Morfydd Llwyn Owen
Morfydd Llwyn Owen, née le 1er octobre 1891 à Treforest et morte le 7 septembre 1919 à Gowerton, près de Swansea, est une compositrice, pianiste et chanteuse galloise.

## Biographie
Morfydd Llwyn Owen fait d'abord ses études à l'université de Cardiff, auprès du compositeur David Evans (en), où elle obtient un Bachelor en musique en 1912. Elle étudie ensuite à la Royal Academy of Music de Londres de 1912 à 1917 avec Frederick Corder. Elle y enseigne ensuite la musique. Elle s'est souvent produite à l'Eisteddfod autant comme chanteuse que comme compositrice.
Le 4 février 1917, elle épouse Ernest Jones, psychanalyste gallois et biographe de Sigmund Freud.
Elle meurt prématurément le 7 septembre 1919, à la suite de complications survenues lors d'une opération de l'appendicite. Elle est inhumée le 11 septembre au cimetière d'Oystermouth, Ernest Jones fait graver sur sa pierre tombale une citation du Faust de Goethe, en allemand : « Das Unbeschreibliche, hier ist's getan ».

## Œuvres
Morfydd Llwyn Owen s'était déjà affirmée comme compositrice prometteuses d'oeuvres vocales. Son Nocturne pour orchestre a reçu le prix de composition Lucas de la Royal Academy of Music. Une édition en quatre volumes de ses œuvres, avec un mémoire biographique de Jones, a été publié à Londres en 1924.

### Musique pour orchestre
- Ave Maria pour soprano, chœur et orchestre (1912)
- Nocturne (1913, création à Dallas le 23 juin 1913)
- Morfa Rhuddlan poème symphonique (1914)
- Towards the Unknown Region, scène vocale d'après Walt Whitman pour ténor et orchestre (1915)
- The Passing of Branwen (1917)

### Musique de chambre
- Romance pour violon et piano (1911)
- Trio avec piano  (1912)

### Musique pour piano
- Sonate (1910)
- Étude (1911)
- Rhapsodie en ut dièse mineur (1911)
- Prélude after the Style of Bach (1912)
- Fantaisie appassionata (1912)
- Rhapsodie (1913)
- Prélude (1913)
- Trois préludes (Waiting for Eirlys, Beti Bwt, Nant-y-ffrith) (1914-1915)
- Preludio e Fuga grotesca (1914)
- Trois impressions galloises (Llanbynmair, Glantaf, Beti Bwt) (1917)

### Musique chorale
- The Refugee, d'après Friedrich von Schiller (1910)
- Fierce Raged the Tempest d'après Thring (1911)
- Sweet and Low d'après Alfred Tennyson (1911)
- Jubilate (1913)
- Pro Patria, cantate (1915)